# Haagse Studentenvakbond
De Haagse Studentenvakbond (HSVB) is een in 2008 opgerichte studentenvakbond die opkomt voor de belangen van studenten die wonen en/of studeren in Den Haag.

## Doel
De Haagse Studentenvakbond zet zich onder meer in voor het verbeteren van de huisvestingssituatie voor studenten in Den Haag. Daarnaast treedt zij op als gesprekspartner namens de studenten voor de hoger onderwijsinstellingen in Den Haag. In 2009 kwam zij uitgebreid in het nieuws omdat zij tegen het voorstel van de De Haagse Hogeschool was om geen kerstboom meer te plaatsen in de centrale hal van de school. De Hogeschool wilde dit niet meer doen vanwege de christelijke symboliek van de kerstboom.
De Haagse Studentenvakbond is verbonden aan de Landelijke Studentenvakbond (LSVb)

## Referentie
1. ↑  http://www.haagsestudentenvakbond.nl/index.php?page=media/20091209_1indemedia

Studentenvakbond AKKU · ASVA studentenunie · Groninger Studentenbond · Haagse Studentenvakbond · Leidse Studentenbelangenorganisatie · Studentenvakbond SRVU · Vereniging voor Studie- en Studentenbelangen te Delft · VIDIUS studentenunie · Studenten Overleg Orgaan Zwolle